# 107052 Aquincum
107052 Aquincum este un asteroid din centura principală de asteroizi.

## Descriere
107052 Aquincum este un asteroid din centura principală de asteroizi. A fost descoperit pe 1 ianuarie 2001 la Piszkesteto de Krisztián Sárneczky și László L. Kiss. Asteroidul prezintă o orbită caracterizată de o semiaxă mare de 2,36 ua, o excentricitate de 0,13 și o înclinație de 5,5° în raport cu ecliptica.